# Czufarowo (rejon wieszkajmski)
Czufarowo (ros. Чуфарово) – osiedle typu miejskiego w Rosji, w obwodzie uljanowskim, w rejonie wieszkajmskim. W 2010 liczyło 2240 mieszkańców.